# Schweizer Scheibe

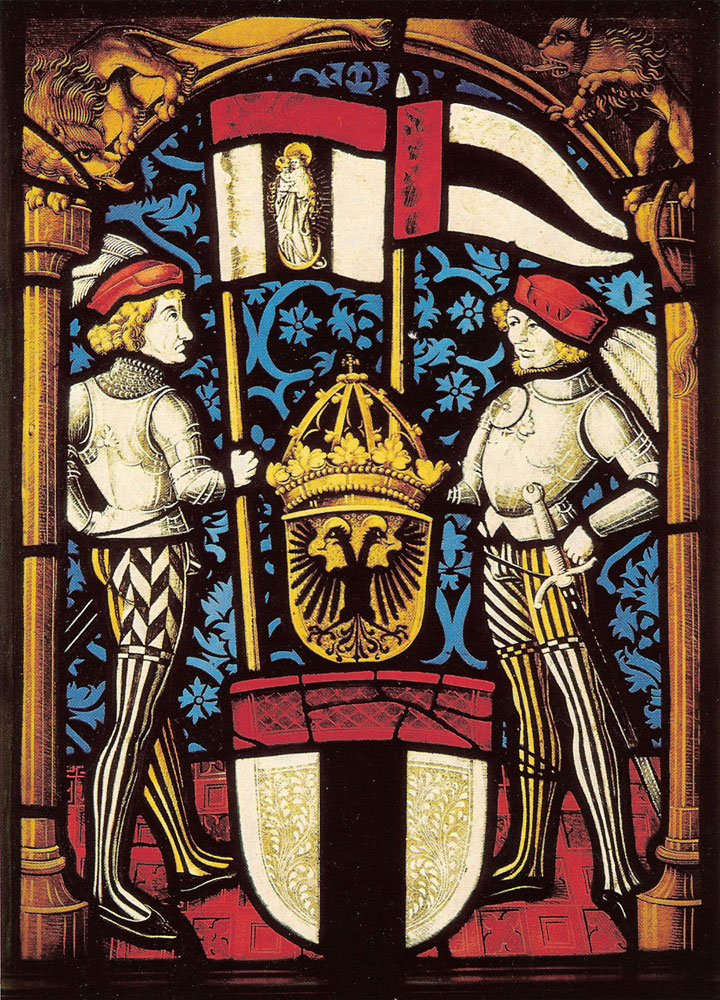
Eine der als prototypisch geltende Badener Scheiben von 1501, die erhalten geblieben ist. Über dem Badener Wappen der Reichsadler mit Doppelkopf.

Die Schweizer Scheibe ist eine farbige, bleiverglaste Zierfensterscheibe aus Schweizer Glas-Produktion. Sie wurde seit dem Ende des 13. Jahrhunderts angewandt und Anfang des 14. Jahrhunderts populär. Bis in die Mitte des 19. Jahrhunderts wurde die Technik weiter verbessert. Schweizer Scheiben werden oft auch synonym als Wappenscheibe bezeichnet, weil sehr oft auch Wappen dargestellt werden oder wegen ihrer relativ kleinen Grösse als Kabinettscheibe. Eine umfassende Übersicht findet sich in den Schriften des Philologen Paul Boesch (1882–1955).

## Geschichte

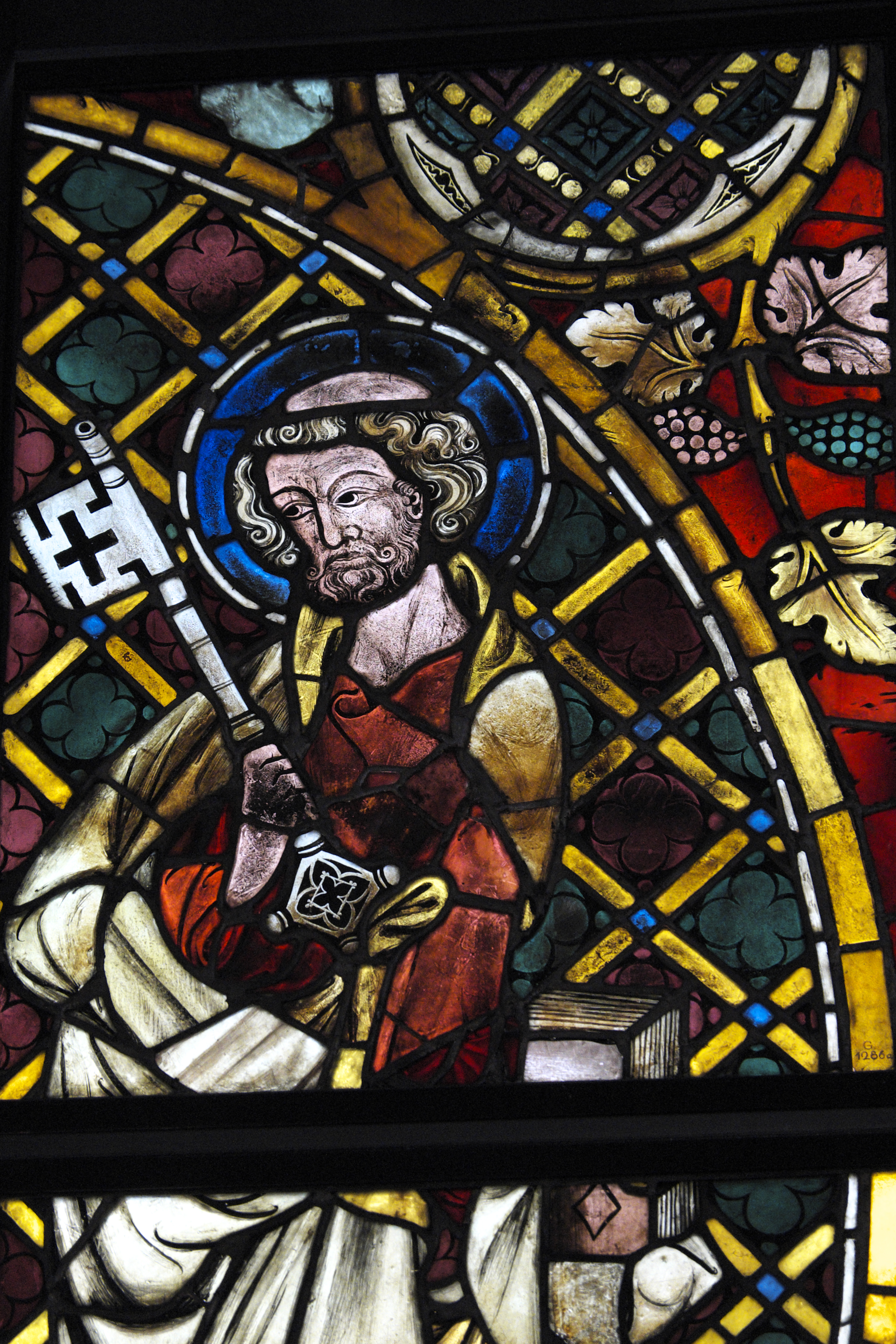
Petrus. Ausschnitt eines Monumentalfensters, Hautrive, um 1340

Früheste Zeugnisse gehen bis auf das Jahr 1200 zurück, konnten aber nur noch als fragmentarische Bodenfunde sichergestellt werden. Zu den frühesten Vollverglasungen gehören Kappel am Albis (um 1300/1310), Königsfelden, St. Laurenzen in Frauenfeld-Oberkirch (1325–1330), Blumenstein und Köniz (beide um 1330) und das Freiburger Kloster Hauterive (1330–1340). Die Arbeiten um 1300 waren alle im hochgotischen Stil französischer Prägung. Nachfolgend kamen Einflüsse aus dem Elsass (Niederhaslach, Rosenweiler u. a.) und aus Konstanz, ab Mitte des 14. Jahrhunderts auch oberrheinischer und süddeutscher Provenienz.

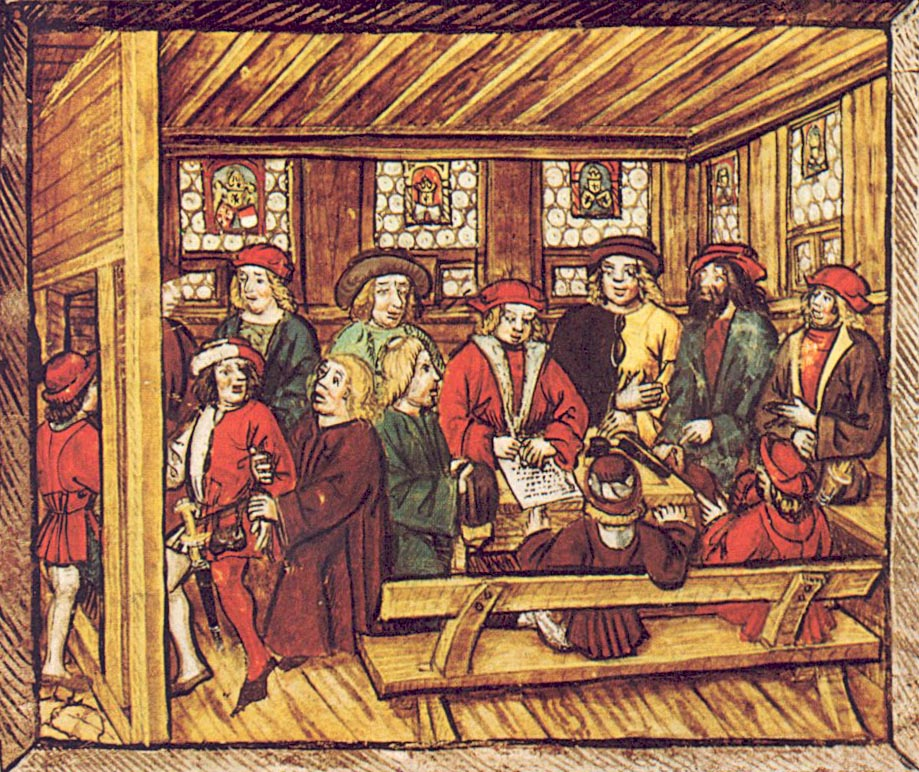
Ratsstube von Stans 1481. Fenster mit Schweizer Scheiben.

Bis ins Spätmittelalter war Fensterglas ein Luxusgut. Vor allem bei Profanbauten waren die Fensteröffnungen klein und meist mit ölgetränkten Tierhäuten, Papier und Stoff beschlagen. Wirtschaftlicher Aufschwung und zunehmender Wohlstand bedingten höhere Wohnansprüche, die Holzvertäfelungen statt roher Wände und statt einer offenen Feuerstelle nur in der Küche Kachelöfen auch in der Stube – im sogenannten Kabinett – beförderten. Die Fenster erhielten jetzt Butzen- oder Rautenscheiben. Bildliche Darstellungen, die in den Kirchen selbstverständlich waren, wollte man jetzt auch in den Zunft- und Wirtsstuben haben. Dies war die Geburtsstunde der Kabinettscheibe. Sie wurden für die Breite der Fensteröffnungen – meist nicht über einen halben Meter breit – und rechteckig, meist nahezu quadratisch hergestellt sowie in Kopfhöhe angebracht, damit man die Details genau betrachten konnte.: S. 26
Eine der ersten bildlich überlieferten Wappengalerien existiert noch von der Ratsstube in Stans von 1481, die das Stanser Verkommnis darstellt. Für 1501 ist für Baden, in dem damals die Tagsatzungen stattfanden, belegt, dass alle zehn eidgenössischen Stände sich den Luxus leisteten, daselbst Standesscheiben anzubringen. Diese Scheiben haben sich teilweise erhalten und stellen heute den Prototyp der Schweizer Scheiben dar. Die Stände gingen spätestens seit dem späten 15. Jahrhundert dazu über, von Jahr zu Jahr grössere Bestände an Scheiben zu horten, um sie, verbunden mit einer Bitte, zu gegebener Zeit einer bestimmten Person schenken zu können. Die Schweizer Scheiben wurden somit wie eine Währung verwendet. Dass diese Scheibenschenkungen nicht uneigennützig waren, lässt sich an verschiedenen Beispielen belegen, waren doch vielfach beidseitige Interessen betroffen.
1534 erhielt das Vereinshaus der Gesellschaft der Bader und Barbiere in Zürich ein Glasbild als Gesellschaftscheibe, das als ältestes Züricher Buntglasgemälde gilt.

### Wappenverwendung
Nicht ganz geklärt ist, warum sich die Wappenscheibe gerade auf dem Gebiet der Schweiz so weit verbreiten konnte. Sie hat sich entwicklungsgeschichtlich aus dem Verbund der monumentalen Kirchenfenster gelöst und verselbständigt. Die fast immer mitdargestellten Wappen verweisen auf den Stifter oder auf den Beschenkten oder auf beide. Zunächst waren die Scheiben wegen ihres hohen Wertes ein gern gesehenes Geschenk, später ein Sammelobjekt des Adels und der wohlhabenden Schicht des Bürgertums, führte doch der Dienstadel – der Hochadel war auf dem Gebiet der Schweiz ausgestorben – ein Wappen. In der Eidgenossenschaft, einem losen, demokratischen Staatenbund, ist eine gewisse Vorliebe heraldischer Selbstdarstellung anzutreffen. Die Erfolge nach dem Sieg der Burgunder- und Schwabenkriege sowie der Lombardischen Feldzüge dürften ebenfalls zu einem «grösseren Legitimations- und Repräsentationsbedürfnis» beigetragen haben.: S. 26 Auch bei den Handwerkern, Bauern und Wirten ging diese Entwicklung der Zeremonie- und Etikettenverbesserung nicht spurlos vorbei; auch sie legten sich – meist eigenmächtig – «sprechende Zeichen wie Mühlrad, Kanne und Pflug» zu.: S. 27
Diese Zeichensprache, die originär von den ältesten Wappenbriefen abstammen und die im hohen Mittelalter vor allem Stech- oder Visierhelme, später Spangen- und Turnierhelme zeigen, galten als säkularisiertes Ritterabzeichen. Aber auch die Stände, die sich in der Schweiz als Ständeorte oder als Kantone organisierten und ihre eigene Ständeordnung vergaben, benutzten diese «kollektive, heraldische Zeichensprache».: S. 27 Vielfach wurden die ursprünglichen Helme durch furchteinflössende Schildwachen in Form von schwer bewaffneten Kriegern, Greifen, Löwen und so weiter ersetzt. Der Reichsadler, Symbol der Reichsfreiheit der Eidgenossenschaft, thront oft über den Wappen und wird als Zeichen der Reichsunmittelbarkeit auch noch nach dem Westfälischen Frieden verwendet, obwohl sie damit faktisch unabhängig geworden waren.

### Glasscheibengestaltung
Die thematischen Inhalte waren damit, wie oben beschrieben, vorgegeben. Auch bei der formalen Gestaltung sind vielfach Übereinstimmungen feststellbar. Alle anderen Gestaltungselemente unberücksichtigt lassend, ist gegenüber den Monumentalfenstern die geschlossene Rahmung der Bildmotive stilprägend.
Im Laufe der Zeit bildeten sich bestimmte Gestaltungsmuster heraus. So gab es Scheiben mit Pannerträger, die einen Fahnenträger mit imposanter Gestalt und Haltung darstellte, Figurenscheiben, bei denen Heilige, Krieger oder Marketenderinnen im Mittelpunkt stehen oder Gesellschaftsscheiben, die seine Mitglieder politischer, kirchlicher oder beruflicher Gruppen zusammenbringen. Die Motive wurden mit der Zeit immer beliebiger bis hin zu stereotypischen Abbildungen, bei denen eine Frau einem heimkehrenden Krieger einen Becher reichte. Daneben sind immer biblische Szenen aus der Passionszeit, oder Pietà- und Loreto-Darstellungen beliebt. Diese typischerweise bühnen- und schablonenhafte, pompöse und idealisierende Verbildlichungen weisen die Schweizer Scheiben der volkstümlichen Kunstgattung des Kunsthandwerks zu. Diese Volksnähe machte die Scheiben in allen Volksschichten über diese lange Zeit so beliebt.: S. 28

## Rezeption
Schweizer Scheiben sind heute in vielen Sammlungen von alten Glasmalereien in Museen und Schlössern zu finden, vor allem in England, aber auch in den US-amerikanischen wie russischen Sammlungen. Sie gelten vielfach exemplarisch für Schweizer Glasmalereien, während grössere Exemplare an Ort und Stelle und somit im Ausland weitgehend unbekannt blieben. Ausführlich geht Hermann Meyer auf die schweizerische Sitte der Fenster- und Wappenschenkung ein.